# Fußball-Weltmeisterschaft 1990/Uruguay
Dieser Artikel behandelt die uruguayische Fußballnationalmannschaft bei der Fußball-Weltmeisterschaft 1990.

## Qualifikation
| Peru     | - | Uruguay  | 0:2 |
| Bolivien | - | Uruguay  | 2:1 |
| Uruguay  | - | Bolivien | 2:0 |
| Uruguay  | - | Peru     | 2:0 |

## Uruguayisches Aufgebot
| Nr.               | Name                  | Verein vor WM-Beginn | Geburtstag | Spiele   | Tore     | Gelbe Karte | Rote Karte |
| Torhüter          | Torhüter              | Torhüter             | Torhüter   | Torhüter | Torhüter | Torhüter    | Torhüter   |
| ----------------- | --------------------- | -------------------- | ---------- | -------- | -------- | ----------- | ---------- |
| 1                 | Fernando Álvez        | CA Peñarol           | 04.09.1959 | 4        | 0        | 1           | 0          |
| 12                | Eduardo Pereira       | CA Independiente     | 21.03.1954 | 0        | 0        | 0           | 0          |
| 22                | Javier Zeoli          | CD Teneriffa         | 02.05.1962 | 0        | 0        | 0           | 0          |
| Abwehrspieler     |                       |                      |            |          |          |             |            |
| 2                 | Nelson Gutiérrez      | Hellas Verona        | 13.04.1962 | 4        | 0        | 1           | 0          |
| 3                 | Hugo de León          | River Plate          | 27.02.1958 | 4        | 0        | 0           | 0          |
| 4                 | José Óscar Herrera    | UE Figueres          | 17.06.1965 | 3        | 0        | 1           | 0          |
| 6                 | Alfonso Domínguez     | CA Peñarol           | 24.09.1965 | 4        | 0        | 0           | 0          |
| 13                | Daniel Felipe Revelez | Nacional Montevideo  | 30.09.1959 | 0        | 0        | 0           | 0          |
| 14                | José Pintos Saldanha  | Nacional Montevideo  | 25.03.1964 | 1        | 0        | 1           | 0          |
| Mittelfeldspieler |                       |                      |            |          |          |             |            |
| 5                 | José Perdomo          | CFC Genua            | 05.01.1965 | 4        | 0        | 2           | 0          |
| 8                 | Santiago Ostolaza     | Nacional Montevideo  | 10.07.1962 | 3        | 0        | 1           | 0          |
| 9                 | Enzo Francescoli      | Olympique Marseille  | 12.11.1961 | 4        | 0        | 1           | 0          |
| 10                | Rubén Paz             | CFC Genua            | 08.08.1959 | 3        | 0        | 0           | 0          |
| 15                | Gabi Correa           | CA Peñarol           | 13.01.1968 | 1        | 0        | 0           | 0          |
| 16                | Pablo Bengoechea      | FC Sevilla           | 27.02.1965 | 1        | 1        | 0           | 0          |
| 20                | Rubén Pereira         | Danubio FC           | 28.01.1968 | 2        | 0        | 0           | 0          |
| 21                | William Castro        | Nacional Montevideo  | 22.05.1962 | 0        | 0        | 0           | 0          |
| Stürmer           |                       |                      |            |          |          |             |            |
| 7                 | Antonio Alzamendi     | CD Logroñés          | 07.06.1956 | 3        | 0        | 0           | 0          |
| 11                | Rubén Sosa            | Lazio Rom            | 25.04.1966 | 4        | 0        | 1           | 0          |
| 17                | Sergio Martínez       | Defensor Sporting    | 15.02.1969 | 1        | 0        | 0           | 0          |
| 18                | Carlos Aguilera       | CFC Genua            | 21.09.1964 | 4        | 0        | 0           | 0          |
| 19                | Daniel Fonseca        | Nacional Montevideo  | 13.09.1969 | 2        | 1        | 0           | 0          |
| Trainer           |                       |                      |            |          |          |             |            |
|                   | Óscar Tabárez         |                      | 03.03.1947 |          |          |             |            |

## Spiele der uruguayischen Mannschaft

### Vorrunde
- Uruguay –  Spanien 0:0

Stadion: Stadio Friuli (Udine)
Zuschauer: 35.713
Schiedsrichter: Kohl (Österreich)
Tore: keine
- Belgien –  Uruguay 3:1 (2:0)

Stadion: Stadio Marcantonio Bentegodi (Verona)
Zuschauer: 33.759
Schiedsrichter: Kirschen (DDR)
Tore: 1:0 Clijsters (16.), 2:0 Scifo (22.), 3:0 Ceulemans (48.), 3:1 Bengoechea (74.)
- Südkorea –  Uruguay 0:1 (0:0)

Stadion: Stadio Friuli (Udine)
Zuschauer: 29.039
Schiedsrichter: Lanese (Italien)
Tore: 0:1 Fonseca (90.)
Spanien und der WM-Vierte von 1986, Belgien, dominierten die Gruppe E vor Uruguay und Südkorea. Spanien quälte sich im ersten Spiel gegen die Urus noch mit einem torlosen Remis, konnte dann aber Südkorea (3:1) und in einem fesselnden Spiel die Belgier mit 2:1 überwinden, was zum Gruppensieg führte. Die Belgier distanzierten mit ihrem herausragenden Regisseur Enzo Scifo Südkorea (2:0) und Uruguay (3:1) eindeutig, zeigten aber trotz großer Spielkunst Schwächen im Abschluss. Für die Südamerikaner blieb nur der dürftige 1:0-Erfolg gegen die Asiaten als Wiedergutmachung, der knapp für den Achtelfinaleinzug des Ex-Weltmeisters ausreichte.

### Achtelfinale
| 73.303 | Olympiastadion Rom | Italien | Uruguay | Courtney (England) | 2:0 (0:0) | 1:0 Schillaci (65.) 2:0 Serena (85.) |

Gastgeber Italien blieb auch im Achtelfinale ohne Gegentor. Gegen die im Angriff harmlosen Uruguayer reichten die Tore des neuen Stars Schillaci und des eingewechselten Serena. Ganz Italien feierte den Süditaliener Schillaci, der vor der WM nicht einmal bei seinem Verein Juventus Turin einen Stammplatz sicher hatte.